# Cydonia Development

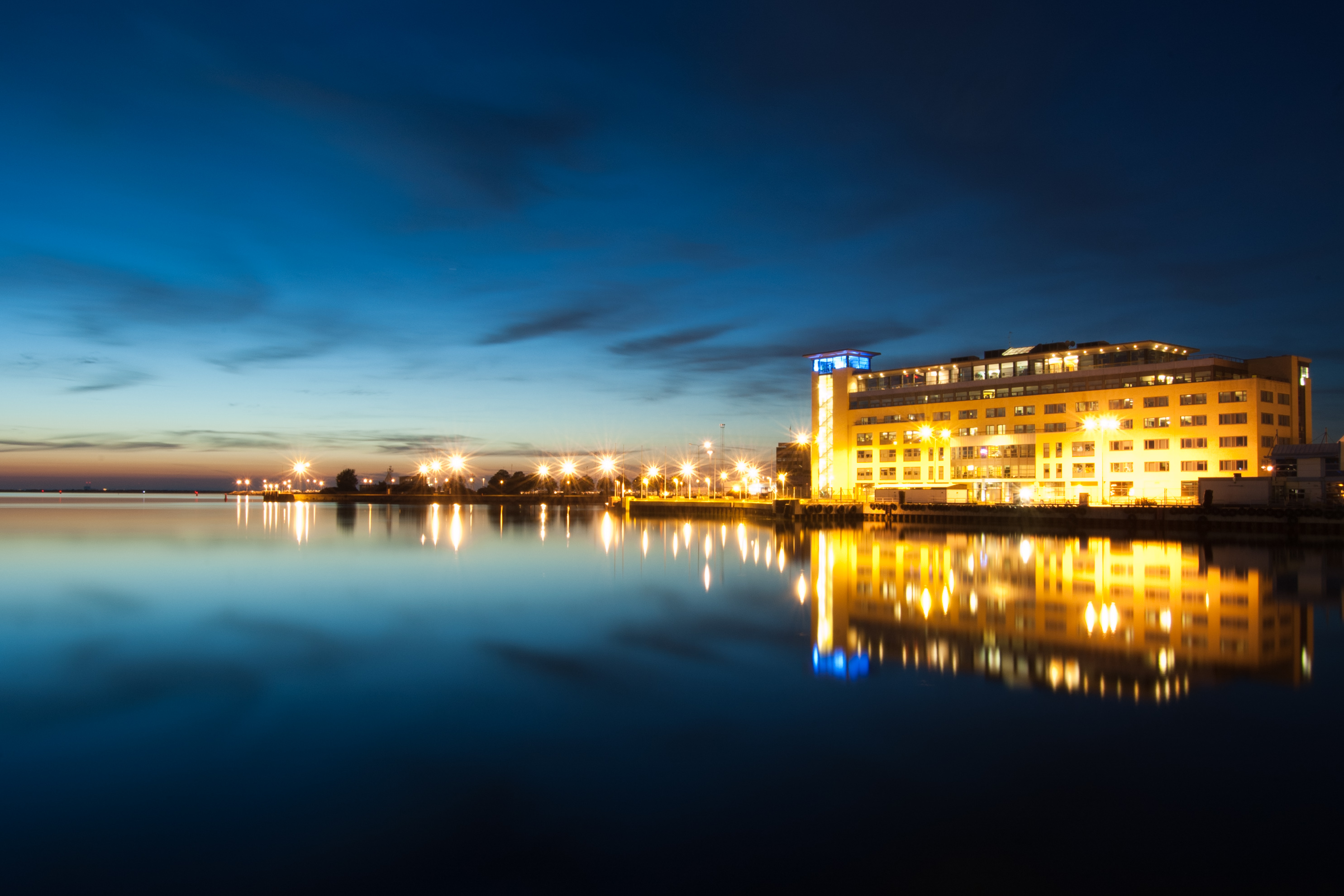
Cydoniakoncernens huvudkontor på Ångbåtsbron (nattbild).

Cydoniakoncernen är en svensk, Skånebaserad företagsgrupp. I koncernen ingår – eller har ingått – företag som Nationalencyklopedin, Bra Böcker, Stabenfeldt, Fleur de Santé, Fyrklövern och Postpac. På senare år har allt fler bolag tillkommit i koncernen. Cydonia är inte längre (2013/2014) moderbolag för alla de ingående bolagen, vilka dock samtliga fortfarande är helägda av den svenske finansmannen Alf Tönnesson.

## Översikt
Cydoniakoncernen omsatte 2007/2008 drygt 1 miljard kronor och hade då 500 anställda. Koncernens huvudkontor rapporterades 2013 ligga i Skurup, men flera av verksamheterna finns inhysta i en byggnad vid Ångbåtsbron i Malmö.
Sedan 2013 ingår även e-handelsleverantören Ecompartner – som utvecklar e-handelslösningar i Magento – i koncernen. 2014 ingick Ecompartner dock som dotterbolag till ett annat Tönnesson-bolag – Odnuor Industri AB, vilket 2014 var satt i konkurs.

## Koncernstruktur
Förlagsstrukturen 2018/2019 för Cydonia och andra Alf Tönnesson-ägda bolag framgår av nedanstående uppställning:
- International Masters Publishers Holding AB
  - International Masters Publishers BV
  - International Masters Publishers Aktiebolag
    - International Masters Publishers Inc
    - International Masters Publishers Sp zoo
    - International Masters Publishers SARL
    - International Masters Publishers Srl
    - International Masters Publishers UAB
    - Meister Kiado Kft
    - International Masters Publishers OOO
    - International Masters Publishers Srl
    - IMP Publishing LLP
    - International Masters Publishers Media Group Sp Zoo
    - International Masters Publishers Nordic Aktiebolag
    - Cydonia Development AB
      - Postpac Aktiebolag
      - Fyrklövern Aktiebolag
        - Apilanlehti/Klöverbladet Ab, OY
        - Firklovern AS
        - Fyrklövern Sp Zoo
        - Fyrklövern Magyar Kft

      - Stabenfeldt Aktiebolag
        - Stabenfeldt A/S
        - Stab Ungern

      - NE Nationalencyklopedin Aktiebolag
        - NE GmbH
        - NE Österreich GmbH
        - NE Sverige AB
        - Formida Aktiebolag

    - IMP Digital AB
    - Projekt Burlöv AB

## Källhänvisningar
1. 1 2 3  "Logistikjätte köper e-handelsbolag". Sydsvenskan.se, 2013-09-21. Läst 25 oktober 2014.
2. ↑  http://www.ecompartner.com/
3. ↑  "Odnuor Industri AB – Koncernstruktur". Arkiverad 24 oktober 2014 hämtat från the Wayback Machine. Solidinfo.se. Läst 25 oktober 2014.
4. ↑  "ODNUOR INDUSTRI AB". Arkiverad 24 oktober 2014 hämtat från the Wayback Machine. Solidinfo.se. Läst 25 oktober 2014.
5. ↑  https://www.merinfo.se/foretag/Cydonia-Development-AB-5565956637/2k1trml-g7uy/styrelse-koncern